# Hirsisaari (ö i Norra Österbotten)
Hirsisaari är en ö i Finland. Den ligger i sjön Joukamojärvi och i kommunen Kuusamo i den ekonomiska regionen  Koillismaa ekonomiska region  och landskapet Norra Österbotten, i den nordöstra delen av landet, 700 km norr om huvudstaden Helsingfors. Öns area är 2,4 hektar och dess största längd är 340 meter i öst-västlig riktning.